# Callipallene africana
Callipallene africana är en havsspindelart som beskrevs av Arnaud, F. och C.A. Child 1988. Callipallene africana ingår i släktet Callipallene och familjen Callipallenidae. Inga underarter finns listade.